# Johannes West
Johannes West (* 2. April 1782; † 11. Oktober 1835 in Kopenhagen) war ein dänischer Jurist und Inspektor in Grönland.

## Leben
Johannes West wurde 1782, nach anderen Quellen bereits 1771 geboren. Seine Herkunft ist unbekannt. Mit seiner Frau Ane Elisabeth Fuchs, die verwitwet eine Tochter in die Ehe gebracht hatte, hatte er mindestens eine Tochter, Maren Cathrine (1810–1879). Soweit bekannt ist, hatte er Jura studiert und war 17 Jahre lang als Kopist und Bevollmächtigter an der Rentenkammer tätig gewesen, als er am 16. Mai 1817 zum Inspektor von Nordgrönland ernannt wurde. Er übernahm das Amt von Frederik Diderik Sechmann Fleischer, der dies nach der Heimreise von Peter Hanning Motzfeldt seit 1815 kommissarisch innehatte. Neben seiner Frau und seiner Tochter, nahm er auch seine Schwester Frederikke mit nach Grönland, die am 16. Februar 1819 den Kolonialverwalter von Uummannaq, Ole Adolf Winding (1179–1847), heiratete, aber am 16. September desselben Jahres starb. Er hatte eine Schwester, Anna Maria West (um 1769–1805), deren Tochter Emilie Wilhelmine Ernst (1794–1838) 1820 seinen Vorgänger Motzfeldt heiratete. Auch sein Neffe Carl Edvard Ernst (um 1796–1831) war von 1820 bis 1825 in Grönland tätig. 1824 reiste er zurück nach Dänemark, wurde aber erst im Folgejahr von seinem Amt befreit. Er wurde von Nicolai Julius Rasmussen vertreten, der jedoch noch im selben Jahr verstarb, woraufhin Johan Lorentz Mørch übernahm. Seine Tochter heiratete 1831 den Marineoffizier und Polarforscher Wilhelm August Graah, der sich von 1823 bis 1824 in Nordgrönland aufgehalten hatte. Johannes West war nach seiner Rückkehr nach Dänemark vermutlich kurzzeitig Mitglied des Direktoriums von Den Kongelige Grønlandske Handel. Es ist nichts weiteres über sein Leben bekannt. Johannes West starb 1835 im Alter von 53 Jahren.